# Fabrizio Dentice (musicista)
Fabrizio Dentice (Napoli, 1539 – Napoli, 24 febbraio 1581) è stato un compositore, liutista e gambista italiano.

## Biografia
Era figlio di Luigi Dentice che era stato al servizio della famiglia Sanseverino ed aveva grande reputazione di cantante e liutista. Fabrizio era anche zio di Scipione Dentice.

## Discografia
Opere vocali:
- De Lamentatione Hieremiae on Italia Mia, Musical Imagination of the Renaissance. Huelgas Ensemble, Paul Van Nevel, Philippe Verdelot, et al. Sony 1992.
- Miserere. on Emilio de' Cavalieri Lamentations. Le Poème Harmonique, dir. Vincent Dumestre, Alpha 2002
- Versetti del Miserere, in falsibordoni del Dentice passeggiati da Donatello Coya eunuco della Real Capella (1622) [6'54"] on Magnificat anima mea. Il Culto Mariano e l'Oratorio Filippino nella Napoli del'600. Cappella della Pietà de' Turchini Symphonia 1996

Opere strumentali:
- 2 lute pieces, (with songs by father Luigi Dentice - Come t'haggio lassata, o via mia? Chi me l'havesse dett', o via mia?) on Napolitane - villanelle, arie & moresche (1530-70). Ensemble Micrologus, Cappella della Pietà de' Turchini dir. Florio, Opus111 1999
- The Siena Lute Book Jacob Heringman Avie-AV0036 2004